# Spinhoplathemistus
Spinhoplathemistus is een kevergeslacht uit de familie van de boktorren (Cerambycidae). De wetenschappelijke naam van het geslacht werd voor het eerst geldig gepubliceerd in 1973 door Breuning.

## Soorten
Spinhoplathemistus is monotypisch en omvat slechts de volgende soort:
- Spinhoplathemistus kaszabi Breuning, 1973